# Solenozophyllum kaminaense
Solenozophyllum kaminaense är en mångfotingart som beskrevs av Kraus 1960. Solenozophyllum kaminaense ingår i släktet Solenozophyllum och familjen Odontopygidae. Inga underarter finns listade i Catalogue of Life.